# Love Me Tender (EP)
Love Me Tender è un EP di Elvis Presley contenente la colonna sonora del film da lui interpretato Fratelli rivali, pubblicato dalla RCA Victor Records nel novembre 1956 in contemporanea con la prima del film negli Stati Uniti.

## Storia
Originariamente il ruolo che Presley era chiamato a interpretare nel film, doveva essere una prova solo come attore, ma a causa dell'enorme successo riscosso dal singolo Love Me Tender, la RCA e il Colonnello Tom Parker decisero di promuovere la partecipazione di Presley al film attraverso la colonna sonora dello stesso e viceversa. Quindi furono inserite un totale di quattro canzoni che Elvis avrebbe dovuto cantare nella pellicola.
Invece di un intero LP, dato che la colonna sonora di Fratelli rivali era costituita solo da quattro brani, venne pubblicato dalla RCA Records un EP su 45 giri, intitolato Love Me Tender, num. catal. EPA 4006, nel novembre 1956. Il disco raggiunse la posizione numero 9 della classifica Top Pop Albums con più di 600 000 copie vendute, e si posizionò anche alla posizione numero 35 della classifica dei singoli di Billboard Hot 100. Le quattro canzoni dell'EP furono registrate nello studio 1 della 20th Century Fox a Hollywood, in tre sessioni separate, il 24 agosto, il 4 settembre e il primo ottobre 1956.
La title track era già stata pubblicata su singolo il 28 settembre 1956, e aveva raggiunto la vetta della classifica Billboard Hot 100. La melodia del brano era basata sulla vecchia ballata dei tempi della Guerra di Secessione Aura Lee con un nuovo testo scritto per l'occasione da Ken Darby. Darby, in effetti, scrisse tutte e quattro le canzoni presenti nella colonna sonora del film, ma ne accreditò i diritti alla moglie, Vera Matson, mentre Parker, attraverso la sua compagnia Hill and Range, fece accreditare una parte dei diritti d'autore a Presley anche se non aveva partecipato in alcun modo alla stesura dei brani. Il 1º ottobre fu incisa una seconda versione di Love Me Tender, che si può ascoltare verso la fine del film; questa versione più breve non venne pubblicata che dopo la morte di Elvis.

## Tracce
Testi e musiche di Vera Matson ed Elvis Presley.
1. Love Me Tender – 2:41
2. Let Me – 2:08
3. Poor Boy – 2:13
4. We're Gonna Move – 2:30

## Formazione
- Elvis Presley - voce
- Vito Mumolo - chitarra
- Luther Rountree - banjo
- Dom Frontieri - fisarmonica
- Carl Fortina - fisarmonica
- Mike "Myer" Rubin - basso
- Richard Cornell - batteria
- Rad Robinson - cori
- Jon Dodson - cori
- Charles Prescott - cori